# Dintel 26 de Yaxchilán
El Dintel 26 de Yaxchilán es una monolito maya hecho en piedra caliza que formó parte del conjunto escultórico del Edificio 23 de Yaxchilán, Chiapas, y se conserva en la Sala Maya del Museo Nacional de Antropología de México. Data del año maya 9.14.12.6.12, que según las correlaciones calendáricas es el 723 d. C.

## Descripción
En dicha pieza se observa a la izquierda a Kokaaj B’ahlam III (conocido también como Itzamnaaj Bahlam IV) investido con una coraza de conchas, con un profuso tocado, recibiendo un tocado con forma de cabeza de jaguar por parte de su consorte K’ab’al Xook. Destaca en esta última que su huipil tiene bordadas ranas y el borde del mismo, motivos celestes. La parte inferior de la pieza es la que muestra mayor deterioro. Cuenta con tres series de cartuchos con escritura maya y dos inscripciones calendáricas.

### Epigrafía[4]

#### Fechas
| Escritura maya                   | Correlación calendárica        |
| -------------------------------- | ------------------------------ |
| 9.14.12. 6.12 12 Eb 0 Pop        | 8 de febrero de 724 (respaldo) |
| 9.14.14.13.16 5 *Kib *14 Yaxk'in | 21 de junio de 726 (frente)    |

## Procedencia
Fue descubierta tras las excavaciones de Teoberto Maler en 1897, en los restos frente a la puerta noroeste del Edificio 23. Fue encontrada rota en dos partes por la mitad del dintel, con escasa pintura azul original. La pieza fue llevada al museo expresamente desde Yaxchilán para la exhibición inicial del nuevo museo arqueológico mexicano inaugurado en 1964, junto a otras cuatro estelas y quince dinteles.